# Stapelia similis
Stapelia similis ist eine Pflanzenart aus der Unterfamilie der Seidenpflanzengewächse (Asclepiadoideae).

## Merkmale
Die Art bildet ausdauernde, stammsukkulente, etwa 12 apikal sich etwas verjüngende Triebe, die einen basalen Durchmesser von 1 bis 1,5 cm haben. Die Oberfläche der Triebe ist graugrün, manchmal auch etwas purpurfarben. Der Querschnitt der Triebe ist grob viereckig mit abgestumpften Ecken. Die Blättchen sind sehr klein, dreieckig und als weiße ausdauernde Dornen ausgebildet. Die Blüte sitzt am Ende eines abgespreizten oder flach auf den Boden ausgebreiteten, bis etwa 8 cm langen Blütenstiels. Es sind gleichzeitig meist mehrere Blütenstiele mit Knospen unterschiedlicher Stadien ausgebildet. Sie öffnen sich sukzessive. Die Blütenkrone misst 1,5 bis 2,2 cm im Durchmesser. Sie ist gelbbraun, dunkelrotbraun bis fast schwarz. Die Form variiert geringfügig von flach bis leicht glockenförmig. Zentral ist die Blüten becher- oder röhrenförmig vertieft mit einem randlichen Annulus. Die Kronenzipfel sind relativ kurz und stumpf dreieckig. Sie sind außen mit feinen Härchen besetzt, innen kahl. Innen sind deutliche Querwulste entwickelt. Die Nebenkrone ist braun bis schwarz mit querrechteckigen interstaminalen Nebenkronenzipfeln. Die länglichen oder ovalen staminalen Nebenkronenzipfel laufen dagegen spitz zu und sind etwa so lang wie die Staubblätter. Die Pollinien haben eine orangerote, seltener braune Farbe.
Die Chromosomenzahl beträgt 2n = 22.

## Verbreitung
Die Art kommt in den Trockengebieten der nördlichen Kapprovinz der Republik Südafrika und in Namibia vor. Sie ist inzwischen auch in vielen Spezialgärtnereien erhältlich.

## Synonyme
Die Art wurde von Nicholas Edward Brown 1911 erstmals beschrieben. Sein Typusexemplar stammte aus Namibia. Später wurde die Art auch noch unter den Namen Stapelia portae-taurinae Dinter & A.Berger, Stapelia noachabibensis C. A. Lückhoff und Stapelia juttae Dinter beschrieben, die daher jüngere Synonyme sind.